# ジョーン・オブ・ナヴァール
ジョーン・オブ・ナヴァール（Joan of Navarre, 1370年? - 1437年6月10日）は、イングランド国王ヘンリー4世の王妃。ナバラ国王カルロス（シャルル）2世と王妃フアナ（ジャンヌ、フランス王ジャン2世の娘）の娘。兄はカルロス（シャルル）3世、モルタン伯ピエール。フランス語名ジャンヌ・ド・ナヴァール（Jeanne de Navarre）。

## 生涯
ジョーンは最初1386年にブルターニュ公ジャン4世と結婚、9人の子女をもうけたが、1398年にヘンリー・オブ・ボリングブルック（後のヘンリー4世）がリチャード2世により追放され、ブルターニュに居を構えた時、当時公爵夫人だった彼女を見そめたという。
翌1399年にボリングブルックはリチャード2世を廃位して国王ヘンリー4世に即位、同年にジャン4世が死去、未亡人となったジョーンは長男ジャン5世の摂政を務めていたが、3年後の1402年4月に代理人を通したヘンリー4世との再婚に応じた。1394年に最初の妻メアリー・ド・ブーンを亡くしたヘンリー4世は再婚を通してブルターニュの支配を目論んでいたが、ブルターニュから再婚に抗議が上がると、ジョーンは摂政の放棄を余儀無くされ、子供達も後見人のオリヴィエ・ド・クリッソンがブルターニュに留め置く方針に決めたため、ヘンリー4世の当ては外れた。
1403年、亡夫との間に出来た子供らをブルターニュに残し、イングランドへ行き2月にウィンチェスター大聖堂で正式にヘンリー4世と再婚したが、彼との間に子は出来なかった。しかし夫婦仲は良く、ヘンリー4世はジョーンへの歳出を増やし、ジョーンも王と先妻の子供達へ愛情を注いでいたという。
1413年のヘンリー4世の没後、ジョーンの処遇は変わらず厚遇され、継子ヘンリー5世からは寡婦年金を支給され、実母同然に慕われていた。しかし1415年に百年戦争が再開されると、アジャンクールの戦いでフランス軍がイングランド軍に大敗、フランス側で参戦していた娘マリーの夫アランソン公ジャン1世が戦死、次男のアルテュール（後のアルテュール3世）が捕虜になりイングランドへ送還される不幸にも遭遇している。
1419年になるとジョーンの処遇も大きく異なり、ヘンリー5世の弟・ベッドフォード公ジョンの命令により、妖術に凝って王の殺害を謀ったとして逮捕、財産を没収されイングランド南部ペヴンジーに幽閉された。後にヘンリー5世により釈放され、義理の孫ヘンリー6世も財産を返却したため、かつてと同じ待遇を取り戻して余生を送った。1437年に亡くなると、カンタベリー大聖堂に眠る夫のそばに埋葬された。

## 子女
最初の夫ジャン4世との間に9人の子女をもうけた。
- ジャンヌ（1387年 - 1388年）
- 次女（名前不明、1388年）
- ジャン5世（1389年 - 1442年） - ブルターニュ公
- マリー（1391年 - 1446年） - 1398年、アランソン公ジャン1世と結婚
- マルグリット（1392年 - 1428年） - 1407年、ロアン子爵アラン9世と結婚
- アルテュール3世（1393年 - 1458年） - ブルターニュ公
- ジル（1394年 - 1412年） - シャントセ領主
- リシャール（1394年 - 1438年） - エタンプ伯
- ブランシュ（1397年 - 1416年頃） - 1407年、アルマニャック伯ジャン4世と結婚